# Josep Rabasa i Singla
Josep Rabasa i Singla   (els Prats de Rei, 8 de setembre de 1904 - Mollet del Vallès, 15 de maig de 1978), conegut com a Papitu Rabasa, fou un empresari català, co-fundador amb el seu germà Simeó de l'empresa de motocicletes Derbi.

## Biografia
Els seus pares, Andreu (Mosso d'Esquadra) i Rita (brodadora nascuda a Talamanca), tingueren cinc fills: Margarida, Simeó, Josep, Teresa i Joan. Després d'un temps a La Pobla de Lillet, el 1914 la família s'instal·là a Mollet del Vallès.
Durant la guerra civil espanyola va fugir a França passant la frontera pels Pirineus (el maig de 1938) en una expedició nombrosa que va ser descoberta pels carabiners fronterers i que va costar la vida d'una trentena dels fugitius.
El maig de 1944, Josep Rabasa constituí, associat amb son germà Simeó i altres inversors, «Bicicletas Rabasa», l'embrió de la futura Derbi. Durant tota la seva vida, Josep Rabasa exercí de director de la fàbrica i fou un dels principals impulsors de l'equip de competició de la marca, el qual dirigí des d'un començament propiciant el seu ràpid èxit al mundial de velocitat amb pilots com ara Josep Maria Busquets, Jacques Roca o Angel Nieto. Apassionat de les curses, ell mateix participà en nombroses competicions de motociclisme i d'automobilisme durant anys. També fou el creador i principal impulsor de proves de prestigi com ara la Volta al Vallès.
El seu fill, Jordi Rabasa, fou un conegut pilot de trial durant la dècada de 1970 que ocupà càrrecs directius a Derbi i fundà la marca de motocicletes Mecatecno.